# 쓰다 우메코

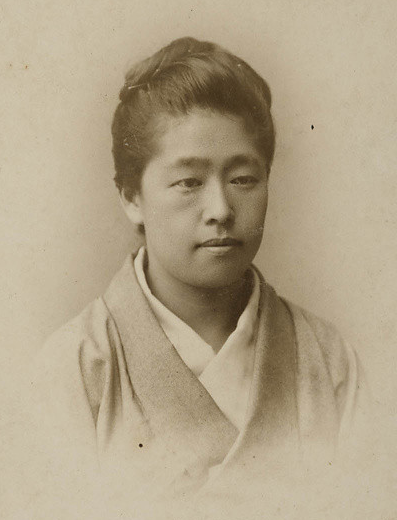
쓰다 우메코

쓰다 우메코(일본어: 津田 梅子, 1864년 12월 31일(겐지 원년 음력 12월 3일) ~ 1929년(쇼와 4년) 8월 16일)는 일본의 교육자이다. 일본 여자 교육의 선구자로 평가된다. 여자영학숙(女子英学塾)(현재의 쓰다주쿠 대학) 설립자이다. 초명은 우메(うめ, 표기는 "무메"(むめ)로 했음)였으나, 1902년 한자 표기를 하면서 "우메코"( 梅子)로 바꾸었다.

## 초년
쓰다 우메코는 쓰다 센(津田仙)의 차녀로, 에도(현 신주쿠구 미나미쵸)에서 태어났다. 아버지 쓰다 센은 막부의 신하였기 때문에 막부가 사라지면서 직업도 잃었으나, 1869년 쓰키지 호텔에 근무를 시작해서 일가가 무코지마(向島)로 이사갔다. 센은 서양 채소 재배를 익혔으며 어린 우메코도 춤을 배운다거나 아버지 일을 조금 돕곤 했다.

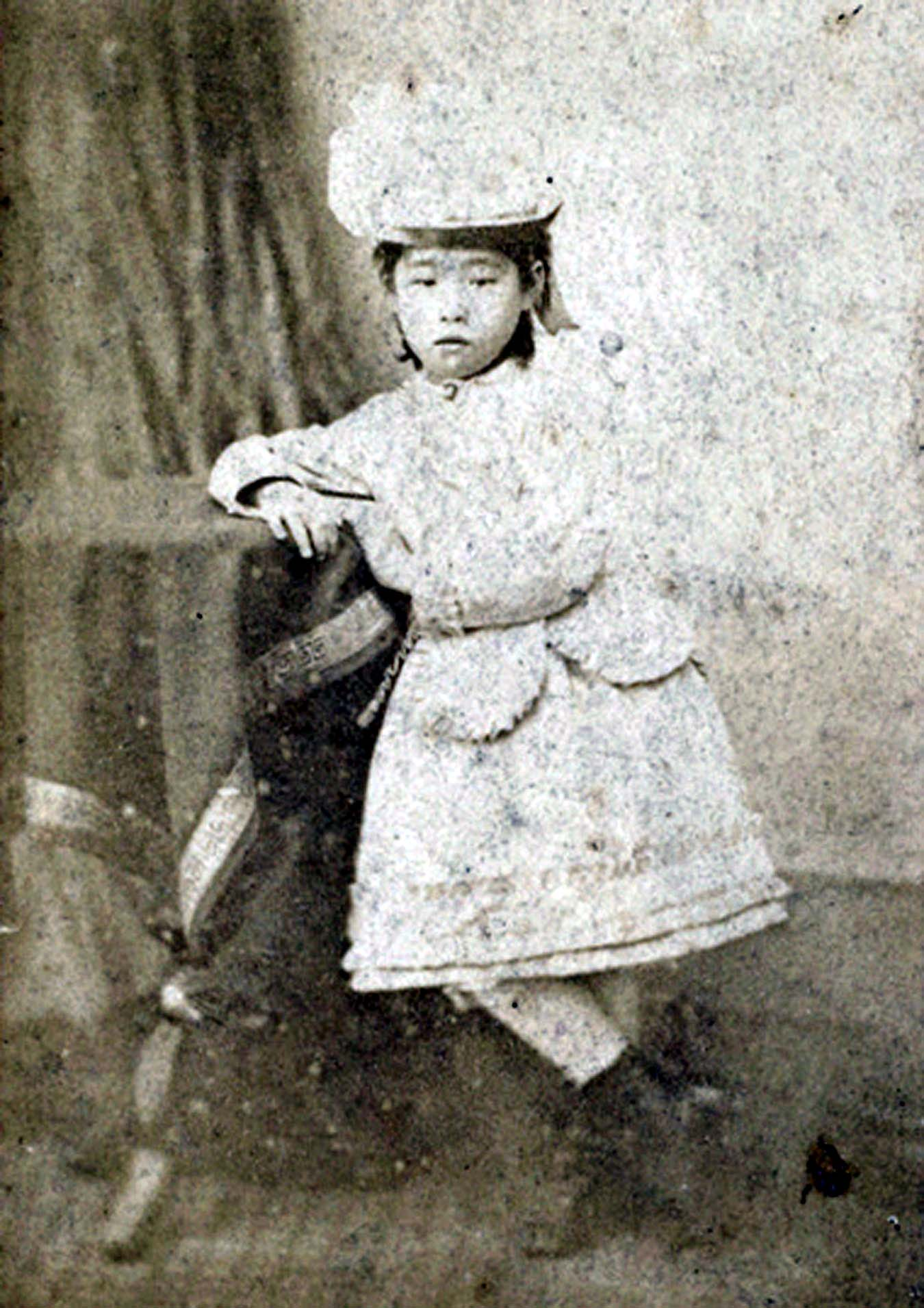
미국 도착 직후(1871년)

1871년 쓰다 센은 메이지정부의 사업인 홋카이도 개척사(北海道開拓使)에 고용되어 아자부으로 이사갔다. 개척사 차관인 구로다 기요타카는 여자교육에 관심이 있어서 쓰다 센은 구로다의 여자 유학생 파견계획에 우메코를 지원시켰다. 이 여아 5명은 이와쿠라 사절단에 동행하여 미국으로 향했는데 최연소는 6세였다. 11월에 요코하마를 떠나 샌프란시스코를 거쳐 같은 해 12 월에 워싱턴 D.C.에 도착했다.
미국에서는 조지 타운에서 거주 중인 일본 판무관 서기였던 화가 찰스 랜먼(Charles Lanman) 부부의 집에 맡겨졌다. 5월에는 모리 아리노리의 주선으로 워싱턴 시내에서 거주하게 되지만 10월에 5명 중 두 명(上田悌子、吉益亮子)이 귀국하게 된다. 우메코 외 남은 두 명(오야마 스테마쓰(大山捨松), 우류 시게코(瓜生繁子))은 평생 친하게 지냈으며 훗날 우메코가 여자영학숙을 만들 때 도와주었다.
우메코는 다시 랜먼에게 맡겨져 십년 이상을 보내게 된다. 영어, 피아노 등을 배웠고 컬리지에이트 인스티튜트(Collegiate Institute)에서 공부했다. 일본에 보내는 편지도 영어로 쓰게 되었다. 랜먼 부부가 권하지 않았는데 기독교 신앙도 생겨 1873년 필라델피아의 무종파 교회에서 세례를 받았다.1878년 사립 여학교인 아처 인스티튜트에 진학하여 라틴어, 프랑스어, 영문학, 자연과학, 심리학, 예술 등을 배웠다. 랜먼 부부와 함께 휴가때 여기저기 여행도 다녔다. 1881년 귀국명령이 나왔지만 연장하고 1882년 7월 졸업후 11월에 귀국했다.

## 귀국 후의 활동
유교적 가치관으로 가득한 일본에서 여자유학생이 활약할 만한 분야는 별로 없었다. 山川捨松와 永井繁子는 군인 집안으로 시집갔다. 또 어린시절부터 유학기간이 길었기 때문에 일본어 통역이 필요할 정도였고 일본 풍습도 익숙하지 않았다. 1883년에는 외무경인 이노우에 가오루 저택의 모임에 초대되어 이토 히로부미와 다시 만나 화족자녀 교육기관 桃夭女塾의 운영자인 下田歌子를 소개받았다. 쓰다 센과의 사이가 별로 좋지 않았기 때문에 이토 히로부미에게 영어도 가르쳐주면서 이토가에 머물렀다. 下田歌子에게 일본어를 배웠고 주쿠에서 영어 교사로도 일했다. 1885년에는 이토의 추천으로 화족여학교에서 영어교사로 일했다.
우메코는 화족여학교에서 3년이나 가르쳤지만 상류층 문화에 익숙해지지 않았고 혼담도 계속 거절했다. 곧 독신을 선언했다. 1888년 유학시절의 친구 앨리스 베이컨이 일본에 왔고 그녀의 권유로 다시 유학을 결심했다. 아버지의 지인인 윌리엄 휘트니의 딸 클라라의 중개로 유학의사를 밝혔으며 교장 니시무라 시게키가 2년간의 유학을 승인하여 1889년 7월 다시 미국으로 떠났다.

## 다시 유학

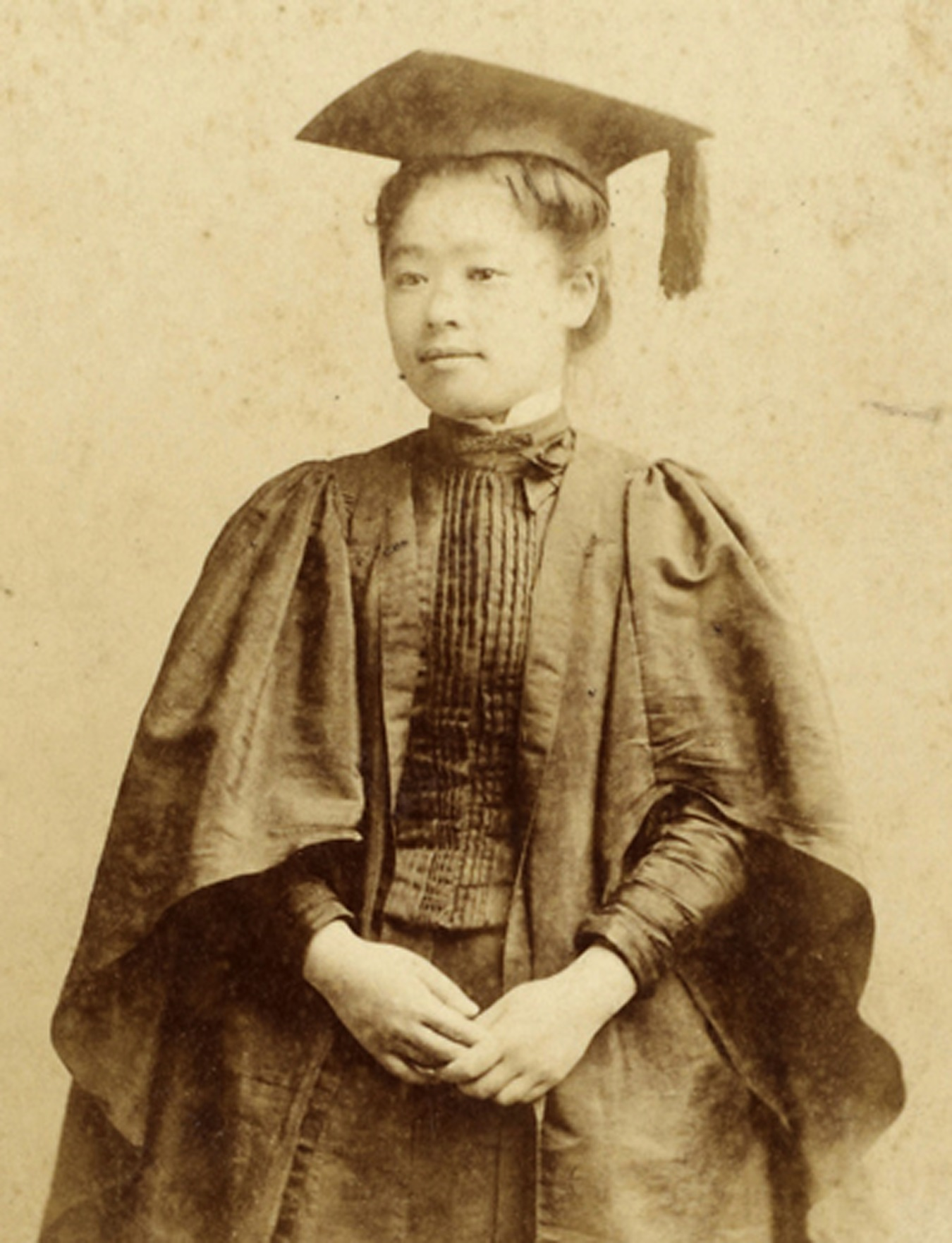
브린 모어 칼리지(Bryn Mawr College) 재학중 (1890년)

당시는 네오 라마르크주의가 대세였어서 우메코는 리버럴 아츠 칼리지에서 생물학을 전공했다. 유학 2년차에 개구리의 발생에 관한 논문을 썼고 오즈위고사범학교에서 교수법을 배웠다. 우메코에게 유학을 권한 앨리스 베이컨은 일본에서 일본 여성에 대한 연구를 진행했는데 미국에 귀국한 후 연구를 출판할 때 우메코가 도와주었다. 이것은 이후 우메코에게 여성 교육에 대한 관심을 갖게되는 계기가 되었다. 유학을 1년 연장하여 우메코는 일본 여성의 유학을 위한 장학금 설립을 진행하거나 공연이나 모금활동 등을 했다.

## 교육자로서
미국에 남아 연구를 계속하다가 1892년 8월에 귀국했다. 다시 화족여학교에 근무하면서 집에 여학생들이 머물게 하는 등 이전에 비해 좀 더 적극적으로 교육자의 길을 걸었다. 1894년 메이지여학원에서도 강의했고 1898년에는 여자고등사범학교 교수를 겸임했다. 진조 나루세(成瀬仁蔵)의 여대창설운동이나 고등여학교령(1889), 사립학교령 등이 공포되며 분위기가 무르익자 1900년 7월 여자영학숙을 설립했다. 아버지 쓰다 센, 친구 앨리스 베이컨, 오야마 스테마쓰(大山捨松), 우류 시게코(瓜生繁子), 桜井彦一郎 등의 도움을 받았다.

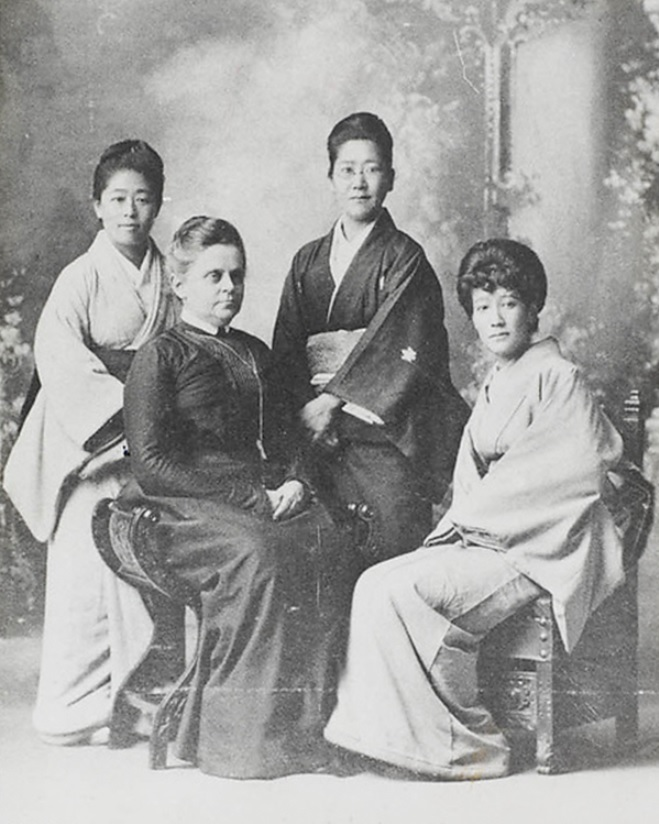
왼쪽부터 쓰다 우메코, 앨리스 베이컨, 우류 시게코, 오야마 스테마쓰

여자영학숙은 화족, 평민을 차별하지 않고 여자 일반 교육을 지향했다. 지금까지의 예절교육의 연장이던 여자교육에서 벗어나 진보적이고 리버럴한 교육으로 높은 평가를 받았다. 처음엔 너무 엄격하게 진행하여 다수의 탈락자가 나오기도 했다. 독자적인 교육방침을 유지하기 위해 자금투자도 늘리지 않고 소규모로 진행했으며 친구들의 무보수로 봉사하는 식으로 운영했지만 아무래도 경영은 쉽지 않았다. 1903년 전문학교령공포 이후 재정 안정을 위해 사단법인으로 전환했다.
우메코는 창업기에 건강을 잃어 1919년 원장을 사임했고 가마쿠라의 별장에서 장기투병을 하였으나 1929년 뇌출혈로 죽었다. 64 세였으며 평생 독신이었다. 묘소는 쓰다주쿠대학 안에 있다. 옛 교사는 소실되고 이름도 여자영학숙에서 쓰다영학숙으로 바뀌었다가 1948년 쓰다주쿠대학으로 바뀌었다.
미국 유학중 쓰다가 모았던 기부금 8000달러를 기반으로 1891년 일본부인미국장학금제도를 설립했으며 귀국후 25명의 일본 여성을 미국으로 유학시켰다. 첫 수급자인 松田道(1868-1956)는 1899년 졸업하여 1922년 同志社女子高等学校 교장이 되었다. 河井道는 훗날 恵泉女学園을 설립했다. 鈴木歌는 화족여학교 교수가 되었으며, 木村文子는 도쿄여자사범학교 교수를, 星野あい는 쓰다주쿠대학 학장을 지냈다. 다수가 우메코의 모교였던 브린 모어 대학을 나왔으며 브린 모어 대학의 졸업생 중에는 레오니 길모어처럼 일본에서 영어 교사가 된 경우도 있다.
생가는 헤이시 오다씨 계보여서 오다 노부나가의 혈연이다. 만년에 양자로 들인 津田眞이 있고 그의 딸 아이코는 사이고 타카모리의 증손과 결혼하여 사진가 津田直를 낳았다. 현 쓰다가의 당주인 津田守는 사회학자, 필리핀연구자이다.
2024년부터 바뀌는 일본 5000엔 지폐의 초상으로 결정되었다.

## 같이 보기
- 쓰다주쿠 대학